# Aglaophenia kirchenpaueri
 Aglaophenia kirchenpaueri è una specie di idrozoo del genere Aglaophenia.

## Habitat e distribuzione
Mar Mediterraneo, Oceano Atlantico, Oceano Pacifico indo-occidentale. Comune nelle zone esposte alle correnti, su roccia o substrato duro, da 1 a circa 5 metri di profondità.

## Descrizione
Organismo coloniale di colore giallo, dalle tipiche "piume". Fino a 5 centimetri di altezza.